# Le Rouret
Le Rouret est une commune française située dans le département des Alpes-Maritimes, en région Provence-Alpes-Côte d'Azur. Ses habitants sont appelés les Rouretans.

## Géographie
Le Rouret est une ville situé dans les Alpes-Maritimes (06), à mi-parcours entre les deux agglomérations de Cannes (26 km) et Nice (28 km). Grasse est distante d'une dizaine de kilomètres.

## Urbanisme

### Typologie
Au 1er janvier 2024, Le Rouret est catégorisée ceinture urbaine, selon la nouvelle grille communale de densité à 7 niveaux définie par l'Insee en 2022.
Elle appartient à l'unité urbaine de Nice, une agglomération intra-départementale dont elle est une commune de la banlieue,. Par ailleurs la commune fait partie de l'aire d'attraction de Nice, dont elle est une commune de la couronne,. Cette aire, qui regroupe 100 communes, est catégorisée dans les aires de 200 000 à moins de 700 000 habitants,.

### Occupation des sols
L'occupation des sols de la commune, telle qu'elle ressort de la base de données européenne d’occupation biophysique des sols Corine Land Cover (CLC), est marquée par l'importance des territoires artificialisés (54,4 % en 2018), en augmentation par rapport à 1990 (31,6 %). La répartition détaillée en 2018 est la suivante : 
zones urbanisées (54,4 %), forêts (38,9 %), zones agricoles hétérogènes (3,5 %), milieux à végétation arbustive et/ou herbacée (3,2 %).
L'évolution de l’occupation des sols de la commune et de ses infrastructures peut être observée sur les différentes représentations cartographiques du territoire : la carte de Cassini (XVIIIe siècle), la carte d'état-major (1820-1866) et les cartes ou photos aériennes de l'IGN pour la période actuelle (1950 à aujourd'hui).

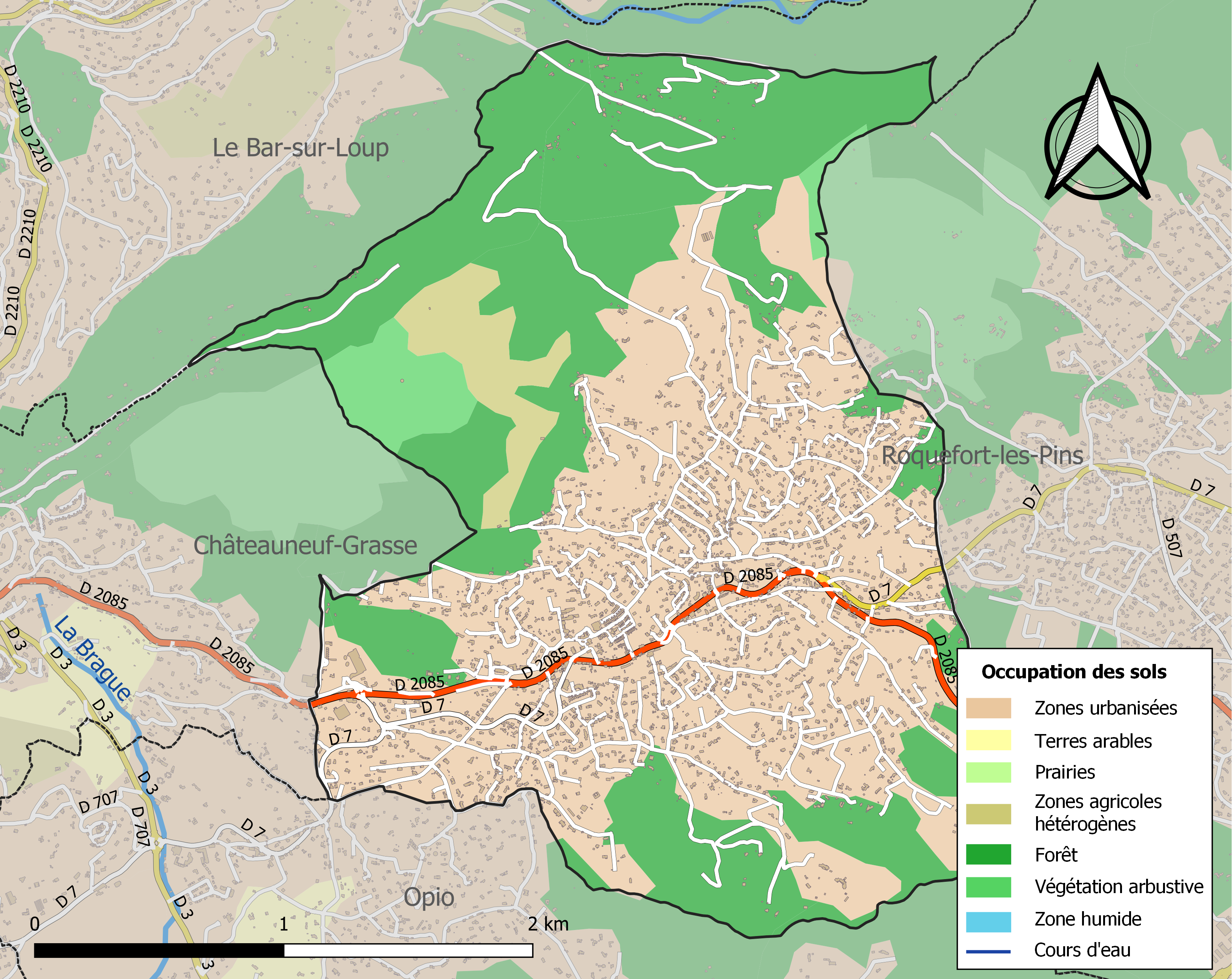
Carte de l'occupation des sols de la commune en 2018 (CLC).

### Climat
Pour des articles plus généraux, voir Climat de Provence-Alpes-Côte d'Azur et Climat des Alpes-Maritimes.
En 2010, le climat de la commune est de type climat méditerranéen franc, selon une étude du Centre national de la recherche scientifique s'appuyant sur une série de données couvrant la période 1971-2000. En 2020, Météo-France publie une typologie des climats de la France métropolitaine dans laquelle la commune est exposée à un climat méditerranéen et est dans la région climatique  Var, Alpes-Maritimes, caractérisée par une pluviométrie abondante en automne et en hiver (250 à 300 mm en automne), un très bon ensoleillement en été (fraction d’insolation > 75 %), un hiver doux (8 °C) et peu de brouillards. 
Pour la période 1971-2000, la température annuelle moyenne est de 14,2 °C, avec une amplitude thermique annuelle de 15,3 °C. Le cumul annuel moyen de précipitations est de 963 mm, avec 6,3 jours de précipitations en janvier et 2,7 jours en juillet. Pour la période 1991-2020, la température moyenne annuelle observée sur la station météorologique de Météo-France la plus proche, « Valbonne-Sophia », sur la commune de Valbonne à 4 km à vol d'oiseau, est de 15,9 °C et le cumul annuel moyen de précipitations est de 920,3 mm. 
La température maximale relevée sur cette station est de 38 °C, atteinte le 24 août 2023 ; la température minimale est de −3,3 °C, atteinte le 11 février 2012,,. 
| Mois                                  | jan.          | fév.            | mars          | avril         | mai           | juin          | jui.            | août        | sep.          | oct.          | nov.            | déc.          | année     |
| ------------------------------------- | ------------- | --------------- | ------------- | ------------- | ------------- | ------------- | --------------- | ----------- | ------------- | ------------- | --------------- | ------------- | --------- |
| Température minimale moyenne (°C)     | 5,9           | 5,7             | 7,7           | 9,8           | 13,5          | 17,1          | 19,6            | 20          | 16,7          | 13,4          | 9,4             | 6,8           | 12,1      |
| Température moyenne (°C)              | 9,1           | 9,3             | 11,4          | 13,7          | 17,5          | 21,3          | 24              | 24,4        | 20,7          | 16,9          | 12,6            | 10            | 15,9      |
| Température maximale moyenne (°C)     | 12,4          | 12,8            | 15,2          | 17,6          | 21,4          | 25,5          | 28,4            | 28,8        | 24,8          | 20,4          | 15,9            | 13,1          | 19,7      |
| Record de froid (°C) date du record   | −1,6 29.01.05 | −3,3 11.02.12   | −2,3 01.03.05 | 1 02.04.22    | 5 06.05.1991  | 8,9 01.06.06  | 12,6 08.07.1996 | 14 23.08.07 | 8,2 28.09.07  | 3,3 28.10.12  | −0,6 23.11.1988 | −2,2 20.12.09 | −3,3 2012 |
| Record de chaleur (°C) date du record | 21,1 11.01.15 | 24,5 15.02.1990 | 26 31.03.15   | 26,8 24.04.23 | 31,3 27.05.22 | 36,2 25.06.17 | 37,4 21.07.23   | 38 24.08.23 | 34,4 03.09.09 | 30,1 14.10.23 | 27,5 14.11.23   | 23,6 11.12.23 | 38 2023   |
| Précipitations (mm)                   | 84,2          | 59,8            | 61,7          | 84,8          | 58,5          | 41            | 18,2            | 28          | 90,6          | 139,9         | 149,3           | 104,3         | 920,3     |

| Diagramme climatique                                  |             |             |             |              |            |              |          |              |               |              |              |
| J                                                     | F           | M           | A           | M            | J          | J            | A        | S            | O             | N            | D            |
| 12,45,984,2                                           | 12,85,759,8 | 15,27,761,7 | 17,69,884,8 | 21,413,558,5 | 25,517,141 | 28,419,618,2 | 28,82028 | 24,816,790,6 | 20,413,4139,9 | 15,99,4149,3 | 13,16,8104,3 |
| Moyennes : • Temp. maxi et mini °C • Précipitation mm |             |             |             |              |            |              |          |              |               |              |              |

Les paramètres climatiques de la commune ont été estimés pour le milieu du siècle (2041-2070) selon différents scénarios d'émission de gaz à effet de serre à partir des nouvelles projections climatiques de référence DRIAS-2020. Ils sont consultables sur un site dédié publié par Météo-France en novembre 2022.

## Communes limitrophes
| Le Bar-sur-Loup    | Le Bar-sur-Loup | Roquefort-les-Pins |
| Châteauneuf-Grasse | Rouret          | Roquefort-les-Pins |
| Opio               | Opio            | Opio               |

## Histoire
Le territoire de la commune du Rouret a livré des traces d'occupation ancienne. Deux sites ont retenu l'attention des érudits locaux et chercheurs dès la fin du XIXe siècle : le Camp du Bois et le Castellaras.

### Néolithique
Le Castellaras compte un mégalithe, de nos jours abattu. Celui-ci a été interprété comme une construction du Néolithique ou de l'Âge du bronze. Pourtant aucune trace d'occupation de cette période n'est attestée sur le site.
En 2007, une association est créée pour sauver de la destruction le Dolmen de Clamarquier, menacé par l'urbanisation et la construction d'une route. Cet ouvrage est a priori de l'époque néolithique. La démarche de sauvegarde est soutenue par Cercle d'Histoire et d'Archéologie des Alpes-Maritimes.

### Antiquité
Le Camp du Bois se situe au sommet d'une colline et est protégé par une enceinte circulaire qui entoure le sommet. Les fouilles de la fin du XIXe siècle, conduites par Paul Goby, ont livré d'importantes quantités de céramiques modelées indigènes de la fin de l'Âge du fer associées à des céramiques à vernis noir dites campaniennes, qui indiquent que la période la plus intense de l'occupation du site est le IIe - Ier siècle av. J.-C., comme la plupart des oppidums de la région. On a aussi identifié quelques fragments d'amphores massaliotes et des céramiques grises monochromes, qui semblent indiquer une occupation remontant au Ve siècle av. J.-C..
À l'époque romaine, l'habitat glisse vers le bas de la colline où les restes d'une exploitation agricole antique ont été identifiés. Elle semble perdurer depuis l'époque d'Auguste jusqu'à l'Antiquité tardive.
L'histoire du Castellaras ressemble beaucoup à celle du camp du bois. Ici aussi, on trouve une enceinte au sommet d'une colline. Si l'on peut attribuer l'enceinte à l'Âge du fer, comme celle du Camp du Bois, on a en fait essentiellement identifié du mobilier des IIe et IIIe siècles apr. J.-C. (siècle des Antonins et des Sévères), ainsi que de l'Antiquité tardive.

### Époque moderne
Seigneurie des de Grasse du XIVe siècle au XVIIe siècle, puis de Geoffroy du Rouret.

### Époque contemporaine
- Au début du XXe siècle : 604 habitants qui vivent du travail de la terre.
- 1900 : arrivée du tram
- Mai 1928 : arrêt du tram, plus de voyageurs.
- 1945 : fin de la Deuxième Guerre mondiale, 545 habitants.
- Début de la Ve République : une route reliant Grasse à Nice traverse le village.

## Politique et administration

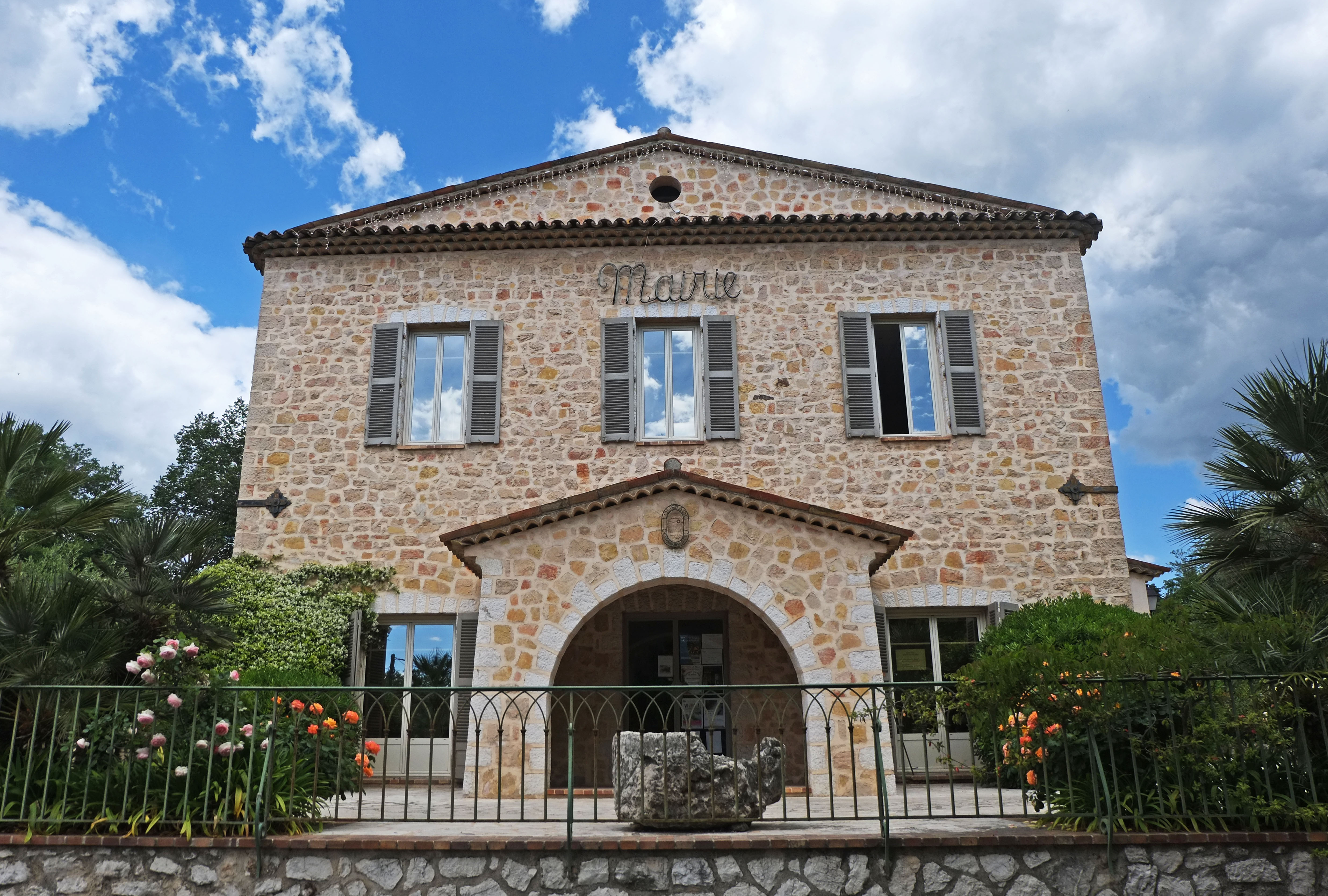
La mairie

### Politique de développement durable
La commune a engagé une politique de développement durable en lançant une démarche d'Agenda 21 en 2008.

## Démographie
L'évolution du nombre d'habitants est connue à travers les recensements de la population effectués dans la commune depuis 1793. Pour les communes de moins de 10 000 habitants, une enquête de recensement portant sur toute la population est réalisée tous les cinq ans, les populations de référence des années intermédiaires étant quant à elles estimées par interpolation ou extrapolation. Pour la commune, le premier recensement exhaustif entrant dans le cadre du nouveau dispositif a été réalisé en 2006.

En 2022, la commune comptait 4 198 habitants, en évolution de +4,69 % par rapport à 2016 (Alpes-Maritimes : +2,85 %, France hors Mayotte : +2,11 %).
| 1793 | 1800 | 1806 | 1821 | 1831 | 1836 | 1841 | 1846 | 1851 |
| ---- | ---- | ---- | ---- | ---- | ---- | ---- | ---- | ---- |
| 86   | 66   | 82   | 103  | 791  | 788  | 757  | 757  | 799  |

| 1856 | 1861 | 1866 | 1872 | 1876 | 1881 | 1886 | 1891 | 1896 |
| ---- | ---- | ---- | ---- | ---- | ---- | ---- | ---- | ---- |
| 802  | 799  | 737  | 722  | 736  | 655  | 611  | 598  | 604  |

| 1901 | 1906 | 1911 | 1921 | 1926 | 1931 | 1936 | 1946 | 1954 |
| ---- | ---- | ---- | ---- | ---- | ---- | ---- | ---- | ---- |
| 506  | 607  | 522  | 525  | 534  | 526  | 606  | 545  | 624  |

| 1962 | 1968  | 1975  | 1982  | 1990  | 1999  | 2006  | 2011  | 2016  |
| ---- | ----- | ----- | ----- | ----- | ----- | ----- | ----- | ----- |
| 833  | 1 208 | 1 664 | 2 315 | 2 927 | 3 428 | 3 763 | 3 887 | 4 010 |

| 2021  | 2022  | - | - | - | - | - | - | - |
| ----- | ----- | - | - | - | - | - | - | - |
| 4 157 | 4 198 | - | - | - | - | - | - | - |

## Culture locale et patrimoine

### Lieux et monuments

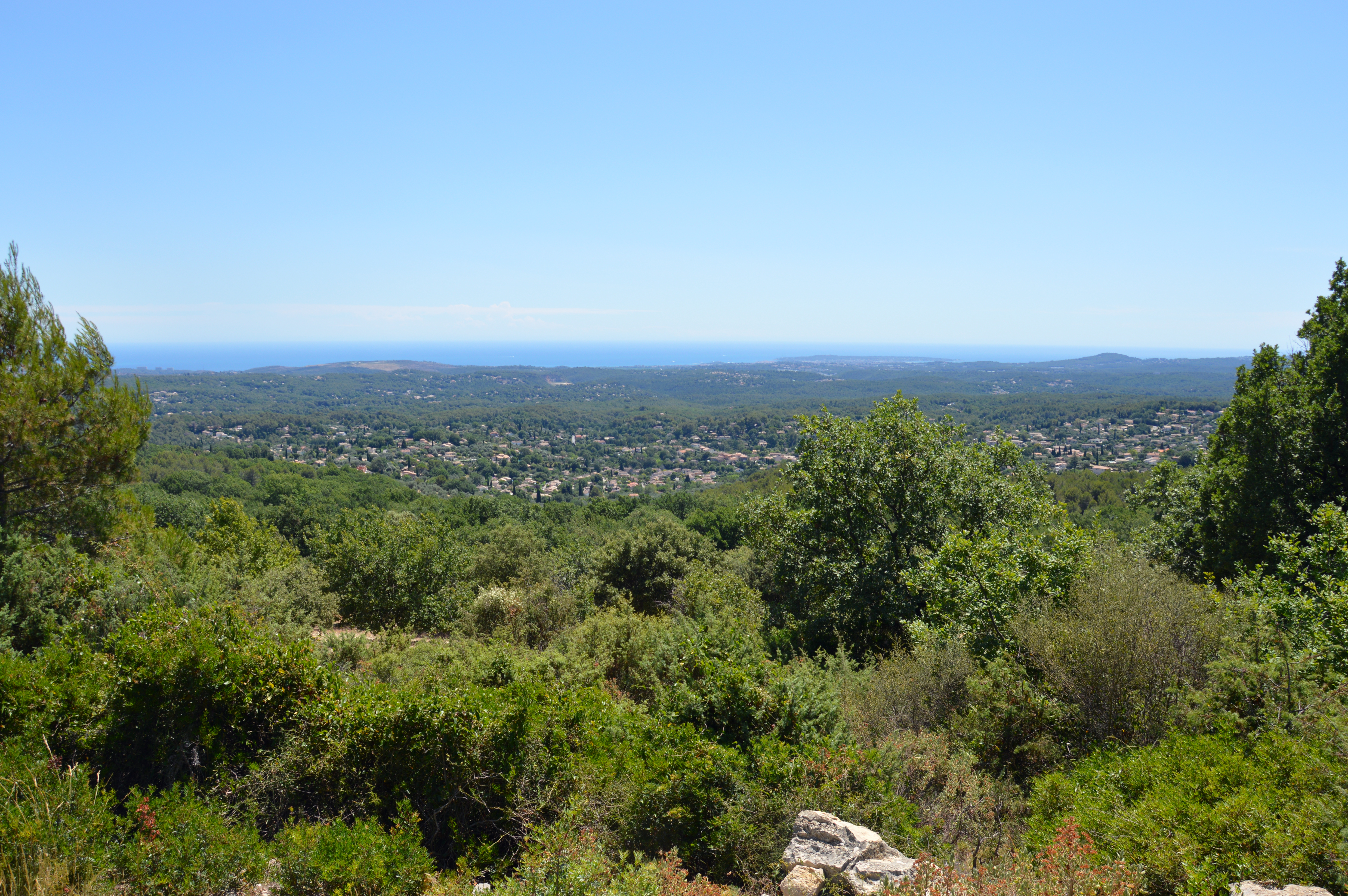
Vue vers Antibes depuis le Camp Romain.

Une route romaine en pente passant au bord d'une forêt et de plaines (connue sous l'appellation de « Camp Romain »), avec sur le bord les ruines d'un bâtiment en pierre (actuellement en rénovation 2006). Accessible par le chemin du Castellet.
- Le château du Rouret est classé et inscrit au titre des monuments historiques[24].
- Église Saint-Pons du Rouret.
- Chapelle Saint-Joseph, des Pénitents blancs du Rouret.

### Héraldique
| Blason de Rouret (Le) | Blason  | D’azur au chêne d’or senestré d’une tour d’argent, ouverte et ajourée de gueules, maçonnée de sable, le tout sur une terrasse de sinople. DeviseSemper robur. |
| Blason de Rouret (Le) | Détails | Le statut officiel du blason reste à déterminer. |

## Personnalités liées à la commune
- Renée de Barbaroux, Dame du Rouret, fait l'acquisition de cette terre le 19 septembre 1671[25].
- Richard Wright, le claviériste de Pink Floyd, habitait une villa dans le village.
- Richard Galliano, jazzman accordéoniste habite la commune du Rouret.
- Michel Poniatowski, ancien ministre d'État habitait le Château du Rouret
- Ricky Gervais a acheté en 2013 une villa dans le village